# Campionati del mondo di ciclismo su pista 2020 - Corsa a punti femminile
La corsa a punti femminile ai campionati del mondo di ciclismo su pista si è svolta il 1º marzo 2020, su un percorso di 100 giri per un totale di 25 km/h con sprint intermedi ogni 10 giri, di cui l'ultimo con punti doppi. La vittoria andò alla britannica Elinor Barker che concluse il percorso con il tempo di 30'24" alla media di 49,321 km/h.
Partenza con 24 cicliste, delle quali tutte completarono la gara.

## Podio
| Pos.    | Atleta           | Nazionalità   |
| ------- | ---------------- | ------------- |
| Oro     | Elinor Barker    | Gran Bretagna |
| Argento | Jennifer Valente | Stati Uniti   |
| Bronzo  | Anita Stenberg   | Norvegia      |

## Risultati
| Posizione | Atleta                    | Nazione       | Punti giri | Punti sprint | Totale |
| --------- | ------------------------- | ------------- | ---------- | ------------ | ------ |
| 1         | Elinor Barker             | Gran Bretagna | 40         | 10           | 50     |
| 2         | Jennifer Valente          | Stati Uniti   | 20         | 14           | 34     |
| 3         | Anita Stenberg            | Norvegia      | 20         | 13           | 33     |
| 4         | Ol'ga Zabelinskaja        | Uzbekistan    | 20         | 11           | 31     |
| 5         | Maria Giulia Confalonieri | Italia        | 20         | 10           | 30     |
| 6         | Kirsten Wild              | Paesi Bassi   | 20         | 9            | 29     |
| 7         | Marija Novolodskaja       | Russia        | 20         | 5            | 25     |
| 8         | Trine Schmidt             | Danimarca     | 20         | 2            | 22     |
| 9         | Tatsiana Sharakova        | Bielorussia   | 0          | 12           | 12     |
| 10        | Lotte Kopecky             | Belgio        | 0          | 8            | 8      |
| 11        | Hanna Solovey             | Ucraina       | 0          | 7            | 7      |
| 12        | Victoire Berteau          | Francia       | 0          | 5            | 5      |
| 13        | Amber Joseph              | Barbados      | 0          | 5            | 5      |
| 14        | Jarmila Machačová         | Rep. Ceca     | 0          | 4            | 4      |
| 15        | Alexandra Manly           | Australia     | 0          | 3            | 3      |
| 16        | Maria Martins             | Portogallo    | 0          | 2            | 2      |
| 17        | Yang Qianyu               | Hong Kong     | 0          | 0            | 0      |
| 18        | Léna Mettraux             | Svizzera      | 0          | 0            | 0      |
| 19        | Verena Eberhardt          | Austria       | 0          | 0            | 0      |
| 20        | Wiktoria Pikulik          | Polonia       | 0          | 0            | 0      |
| 21        | Alice Sharpe              | Irlanda       | 0          | 0            | 0      |
| 22        | Irene Usabiaga            | Spagna        | 0          | 0            | 0      |
| 23        | Sofía Arreola             | Messico       | −20        | 1            | −19    |
| 24        | Tereza Medveďová          | Slovacchia    | −40        | 0            | −40    |